# Томас Волтер Скотт
Томас Волтер Скотт (англ. Thomas Walter Scott; * 27 жовтня 1867, Лондон-Тауншип, Онтаріо †23 березня 1938 — журналіст, канадський політичний діяч, 1-й прем'єр-міністр провінції Саскачеван (1905-1916).

## Біографія
Томас Волтер Скотт народився 1867 року в Лондон-Тауншип (нині Міделсекс-Центр, Онтаріо). З 1894 до 1895 року був власником і редактором газети «Мус-Джо Таймс» (англ. Moose Jaw Times) в містечку Мус-Джо.
Згодом Скотт придбав газети «Реджайна-Лідер» (англ. Regina Leader), нині «Реджайна-Лідер-Пост» (англ. Regina Leader-Post), 1895 р.
1900 року Скотт був обраний до Канадського парламенту і представляв округ «Ассинібоїа Захід» (англ. Assiniboia West).  Був переобраний 1904 року.
Під час дискусій про створення провінції з Північно-Західних територій Скотт спочатку підтримав пропозицію прем'єра Фредерика Галтайна щодо створення однієї великої провінції під назвою «Бувало» замість створення провінцій Альберти й Саскачевану— але потім віддав перевагу двом провінціям, варіанту, до якого схилявся федеральний уряд Вільфреда Лор'ї.
1905 року Вільфред Лор'є призначив Скотта першим прем'єром Саскачевану.
Перші провінційні вибори Саскачевану провели 13 грудня 1905 року. На них перемогу отримала партія Скотта. Він був переобраний прем'єром Саскачевану на виборах 1908 і 1912 років. Внаслідок скандалу Скотт пішов у відставку 1916 року.
Здобутками уряду Скотта стали:
1. Будівництво «Будівлі Законодавчих зборів Саскачевану» (англ. Saskatchewan Legislative Building) й «Васкана Парк» (англ. Wascana Park) у місті Реджайна.
2. «Муніципалітет Акт в роках 1908-9»— створив 300 Сільських Муніципалітетів або сільських Округів площею приблизно 840 км 2.
3. «Телефонна система» — для сільських жителів сформували взаємні або кооперативні компанії для надання послуг місцевого телефонного зв'язку у 1908 році.
4. «Конструкція автомобільних доріг» — 1906 року уряд Скотта витратив приблизно $ 100.000 на будівництво автомобільних доріг.
5. «Конструкція залізниці» — Уряд Саскачевану гарантував «будівництва залізниці облігацій», випущених «Канадською Північною залізницею» (англ. Canadian Northern Railway) (нині Канадська національна залізниця) й «Гранд-тронк тихоокеанська залізниця» (англ. Grand Trunk Pacific Railway) (нині Канадська тихоокеанська залізниця). У 1914—1918 рр. побудовано приблизно 1400 км. нової залізниці в Саскачевані.
6. Розширення народної освіти в Саскачевані. Число державних шкіл збільшилося з 405 до 2 747.
7. 1907 року уряд Саскачевану створив Саскачеванський університет в місті Саскатуна. Першим президентом університету став Волтер Чарльз Мюррей (англ. Walter Charles Murray).
8. Було прийнято «Акт про Захист Дітей» (англ. Children's Protection Act).